# Konkórdia Samóilova
Konkordia Nikolàievna Samóilova (Конко́рдия Никола́евна Само́йлова; cognom de soltera Grómova, Грoмова) (Irkutsk, 1876 - Astracan, 2 de juny de 1921) fou una bolxevic i editora fundadora del periòdic rus Pravda l'any 1912. Va ser una activista i revolucionària pels drets de les dones treballadores abans de la Revolució Russa i va dedicar la seva vida a la causa del proletariat femení. A causa de la seva forta identificació amb el bolxevisme, algunes vegades utilitzava el nom de guerra "Natasha Bolshevikova".
Va conèixer a Arkadi A. Samoilov el 1906 i es van casar l'any 1913. Van tenir dos fills. El marit va morir el 1919 de febre tifoidea, mentre que Konkordiia va morir el 1921 del còlera a Astrakhan.

## Carrera
L'any 1903, es va unir al Partit Laborista Socialdemòcrata de Rússia (bolxevics) o RSDLP. Va ser detinguda quatre vegades entre 1902 i 1913, i va passar un any a la presó. En el Primer Congrés de Dones de Totes les Rússies, el novembre de 1918, es va asseure al podi amb Inessa Armand, Alexandra Kollontai i Klavdia Nikolaeva. El 1912 va ser redactora fundadora i secretària del consell editorial del diari Pravda. Posteriorment es va incorporar al personal editorial de Rabotnitsa.